# П'ять зірок
"П'ять зірок" - книжкова серія редакції Міли Іванцової, видавництва КМ-Букс, заснована в 2016 році. Серія включає твори сучасних українських письменників.

## Особливість серії
«П’ЯТЬ ЗІРОК» - це серія збірок «малої прози», що складаються з оповідань п’яти вже відомих українських авторів. Кожний автор дав у збірку по п'ять оповідань. Написані вони в різні роки.

Міла Іванцова про збірки "У запропонованих оповіданнях є радість і сум, є чоловіки, жінки, діти, тварини, фантазії автора, вигадані істоти, проза життя і високі переживання. В них багато людської мудрості, ненав'язливої і ліричної. Але немає безвиході, навіть коли сльози навертаються на очі. Ці збірки - про наше життя, яке триває і дуже залежить від нашого з вами ставлення до світу, до людей, до самих себе."
 

## Збірки серії
Калейдоскоп життя. Книга 1. - 2016 рік

Формат збірки не обмежує авторів однією визначеною темою, важливим є світогляд та майстерність яскравих і талановитих особистостей. Таким чином ми пропонуємо своєрідний калейдоскоп від Майстрів Пера, чиї око і душа небайдуже і позитивно сприймають наше буття. 

Автори:

- Дара Корній;
- Євгенія Кононенко;
- Наталка Доляк;
- Ольга Деркачова;
- Андрій Процайло.

Пазли нашого буття. Книга 2 - 2016 рік

Людяність, добро, самопожертва, любов, віра, інколи сум, здорова іронія, подекуди трішки припорошена містикою — ось ті основні лейтмотиви, довкола яких твориться широка палітра художньої образності в оповідях майстрів красного слова. В них багато світла та сонця, відсутні сутінки та темрява. Бо насправді не існує помилок, котрі неможливо виправити.

Автори:

- Леся Воронина;
- Євген Положій;
- Тетяна Белімова;
- Жанна Куява;
- Міла Іванцова.

Мить краси і небо серця. Книга 3 - 2016

П’ятірка різнопланових авторів пропонує читачам свою малу прозу, написану в різний час: і багато років тому, і щойно тепер, спеціально для цієї збірки… Різні стилі, різні жанри, різна енергетична насиченість творів. Для широкого кола читачів.

Автори:

- Роман Іваничук;
- Анна Багряна;
- В'ячеслав Васильченко;
- Артур Закордонець;
- Любов Долик.

Палітра смаків. Книга 4 - 2016

Збірка презентує різні тексти, іноді навіть полярні не у плані протиставлення, а за своєю стилістикою і світоглядом. Але в об’єктиві завжди лишається людина, незалежно від часу, в якому вона живе, чи посади, котру займає.

Автори:

- Валерій і Наталя Лапікури;
- Маріанна Малина;
- Ярослав Мельник;
- Олександр Ірванець;
- Зоя Казанжи.

Придивитись до життя. Книга 5 - 2017

Автори не обмежені жанрово і тематично, надані ними твори написані в різні роки, і широта тем, охоплених в цих оповіданнях, вражає. Історія і географія зібраних під однією обкладинкою оповідань також не залишать читачів байдужими, як і майстерність авторів, кожен з яких пропустив нашу дійсність через призму власного її сприйняття. 

Автори:

- Юрій Логвин;
- Ірен Роздобудько;
- Леся Олендій;
- Світлана Талан;
- Остап Соколюк.

## Про книжки серії у медіа
- Нова серія "П'ять зірок". Перша презентація перших книг.;
- Усе про книжковий проект від Міли Іванцової;
- Жанна Куява - про свій літературний, хоч і не активний 2016-й